# Canoë-kayak aux Jeux olympiques d'été de 2024 - KX1 hommes (slalom)
Cet article traite de l'épreuve masculine. Pour la compétition féminine, voir Canoë-kayak aux Jeux olympiques d'été de 2024 - KX1 femmes (slalom).
Navigation
Los Angeles 2028
L'épreuve masculine du KX1, ou kayak-cross,  des Jeux olympiques d'été de 2024 se déroule du 3 au 5 août au stade nautique de Vaires-sur-Marne, à environ 30 km à l'Est de Paris. C'est la première fois que cette épreuve est au programme des Jeux.

## Médaillés
| Or                 | Argent              | Bronze           |
| Finn Butcher (NZL) | Joseph Clarke (GBR) | Noah Hegge (GER) |

## Programme
| Date            | Horaire  | Manche           |
| --------------- | -------- | ---------------- |
| Samedi 3 août   | 15 h 30  | Contre-la-montre |
| Dimanche 4 août | 15 h 30  | Éliminatoires    |
| Lundi 5 août    | 15 h 30  | Quarts de finale |
| Lundi 5 août    | à suivre | Demi-finale      |
| Lundi 5 août    | à suivre | 3e place         |
| Lundi 5 août    | à suivre | Finale           |

## Format de la compétition
Cette épreuve qui est au programme des Jeux olympiques pour la première fois, consiste en une course opposant 4 kayakistes, un peu comme en ski cross ou le BMX. La fédération internationale de canoë a d'ailleurs décidé que cette discipline serait nommée kayak cross.
La compétition débute par un contre-la-montre individuel dont le classement sert à déterminer les têtes de série pour les épreuves éliminatoires. Lors de celles-ci, les 4 concurrents se trouvent dans leurs embarcations sur une rampe située à plus de deux mètres au-dessus de l’eau. Quand le départ est donné, ils chutent dans l'eau puis doivent effectuer un parcours en franchissant des portes en aval et en amont ainsi qu'un esquimautage (faire chavirer le kayak puis à le remettre à flot) dans un secteur imposé. Les contacts entre les kayaks sont autorisés. Les deux premiers qui franchissent la ligne d’arrivée se qualifient pour le tour suivant.

## Résultats détaillés

### Contre-la-montre
| Rang | Dossard | Athlète                   | Temps   | Notes   |
| ---- | ------- | ------------------------- | ------- | ------- |
| 1    | 1       | Joseph Clarke (GBR)       | 66 s 08 |         |
| 2    | 11      | Pedro Gonçalves (BRA)     | 66 s 41 |         |
| 3    | 13      | Titouan Castryck (FRA)    | 67 s 29 |         |
| 4    | 2       | Boris Neveu (FRA)         | 67 s 48 |         |
| 5    | 3       | Giovanni De Gennaro (ITA) | 67 s 71 |         |
| 6    | 6       | Finn Butcher (NZL)        | 67 s 74 |         |
| 7    | 5       | Felix Oschmautz (AUT)     | 67 s 87 |         |
| 8    | 18      | Noah Hegge (GER)          | 68 s 01 |         |
| 9    | 14      | Mateusz Polaczyk (POL)    | 68 s 11 |         |
| 10   | 8       | Manuel Ochoa (ESP)        | 68 s 66 |         |
| 11   | 16      | Miquel Travé (ESP)        | 68 s 70 |         |
| 12   | 24      | Salim Jemai (TUN)         | 68 s 91 |         |
| 13   | 17      | Quan Xin (CHN)            | 69 s 13 |         |
| 14   | 22      | Noel Hendrick (IRL)       | 69 s 31 |         |
| 15   | 23      | Lukáš Rohan (CZE)         | 69 s 80 |         |
| 16   | 12      | Isak Öhrström (SWE)       | 70 s 29 |         |
| 17   | 15      | Mathis Soudi (MAR)        | 70 s 53 |         |
| 18   | 33      | Liam Jegou (IRL)          | 70 s 81 |         |
| 19   | 27      | Jakub Grigar (SVK)        | 71 s 18 |         |
| 20   | 9       | Timothy Anderson (AUS)    | 71 s 41 |         |
| 21   | 32      | Jiří Prskavec (CZE)       | 71 s 71 |         |
| 22   | 19      | Tristan Carter (AUS)      | 72 s 94 |         |
| 23   | 25      | Matej Beňuš (SVK)         | 73 s 54 |         |
| 24   | 10      | Alex Baldoni (CAN)        | 73 s 70 |         |
| 25   | 35      | Benjamin Savšek (SLO)     | 74 s 18 |         |
| 26   | 30      | Adam Burgess (GBR)        | 74 s 66 |         |
| 27   | 34      | Matija Marinić (CRO)      | 74 s 80 |         |
| 28   | 4       | Martin Dougoud (SUI)      | 74 s 89 |         |
| 29   | 29      | Joris Otten (nl) (NED)    | 75 s 95 |         |
| 30   | 21      | Andy Barat (COM)          | 76 s 95 |         |
| 31   | 31      | Yves Bourhis (SEN)        | 78 s 15 |         |
| 32   | 28      | Amir Rezanejad (EOR)      | 79 s 15 |         |
| 33   | 37      | Casey Eichfeld (USA)      | 81 s 13 |         |
| 34   | 20      | Yuuki Tanaka (JPN)        | 81 s 35 |         |
| 35   | 38      | Grzegorz Hedwig (POL)     | 81 s 42 |         |
| 36   | 36      | Wu Shao-hsuan (TPE)       | 82 s 73 |         |
| 37   | 26      | Peter Kauzer (SLO)        | 70 s 74 | FLT (8) |
| 38   | 7       | Stefan Hengst (GER)       | 69 s 67 | FLT (6) |

### Premier tour
Les deux premiers de chaque série se qualifient pour les séries (Q), les suivants vont au repêchage (R).
| Rang | Dossard | Athlète              | Notes      |
| ---- | ------- | -------------------- | ---------- |
| 1    | 1       | Joseph Clarke (GBR)  | Q          |
| 2    | 12      | Salim Jemai (TUN)    | Q          |
| 3    | 33      | Casey Eichfeld (USA) | R, FLT (2) |

| Rang | Dossard | Athlète               | Notes          |
| ---- | ------- | --------------------- | -------------- |
| 1    | 13      | Quan Xin (CHN)        | Q              |
| 2    | 2       | Pedro Gonçalves (BRA) | Q, FLT (S)     |
| 3    | 32      | Amir Rezanejad (EOR)  | R, FLT (6,7,8) |

| Rang | Dossard | Athlète                | Notes |
| ---- | ------- | ---------------------- | ----- |
| 1    | 3       | Titouan Castryck (FRA) | Q     |
| 2    | 31      | Yves Bourhis (SEN)     | Q     |
| 3    | 14      | Noel Hendrick (IRL)    | R     |

| Rang | Dossard | Athlète           | Notes |
| ---- | ------- | ----------------- | ----- |
| 1    | 4       | Boris Neveu (FRA) | Q     |
| 2    | 15      | Lukáš Rohan (CZE) | Q     |
| 3    | 30      | Andy Barat (COM)  | R     |

| Rang | Dossard | Athlète                   | Notes |
| ---- | ------- | ------------------------- | ----- |
| 1    | 5       | Giovanni De Gennaro (ITA) | Q     |
| 2    | 16      | Isak Öhrström (SWE)       | Q     |
| 3    | 29      | Joris Otten (nl) (NED)    | R     |

| Rang | Dossard | Athlète              | Notes |
| ---- | ------- | -------------------- | ----- |
| 1    | 6       | Finn Butcher (NZL)   | Q     |
| 2    | 28      | Martin Dougoud (SUI) | Q     |
| 3    | 17      | Mathis Soudi (MAR)   | R     |

| Rang | Dossard | Athlète               | Notes        |
| ---- | ------- | --------------------- | ------------ |
| 1    | 7       | Felix Oschmautz (AUT) | Q            |
| 2    | 38      | Stefan Hengst (GER)   | Q            |
| 3    | 27      | Matija Marinić (CRO)  | R, FLT (3)   |
| 4    | 18      | Liam Jegou (IRL)      | R, FLT (2,8) |

| Rang | Dossard | Athlète            | Notes |
| ---- | ------- | ------------------ | ----- |
| 1    | 8       | Noah Hegge (GER)   | Q     |
| 2    | 19      | Jakub Grigar (SVK) | Q     |
| 3    | 37      | Peter Kauzer (SLO) | R     |
| 4    | 26      | Adam Burgess (GBR) | R     |

| Rang | Dossard | Athlète                | Notes      |
| ---- | ------- | ---------------------- | ---------- |
| 1    | 20      | Timothy Anderson (AUS) | Q          |
| 2    | 9       | Mateusz Polaczyk (POL) | Q          |
| 3    | 36      | Wu Shao-hsuan (TPE)    | R          |
| 4    | 25      | Benjamin Savšek (SLO)  | R, FLT (2) |

| Rang | Dossard | Athlète               | Notes      |
| ---- | ------- | --------------------- | ---------- |
| 1    | 10      | Manuel Ochoa (ESP)    | Q          |
| 2    | 24      | Alex Baldoni (CAN)    | Q          |
| 3    | 21      | Jiří Prskavec (CZE)   | R, FLT (8) |
| 4    | 35      | Grzegorz Hedwig (POL) | R, FLT (3) |

| Rang | Dossard | Athlète              | Notes      |
| ---- | ------- | -------------------- | ---------- |
| 1    | 11      | Miquel Travé (ESP)   | Q          |
| 2    | 34      | Yuuki Tanaka (JPN)   | Q          |
| 3    | 23      | Matej Beňuš (SVK)    | R          |
| 4    | 22      | Tristan Carter (AUS) | R, FLT (1) |

### Repêchage
Les deux premiers de chaque série se qualifient pour les séries éliminatoires (Q).
| Rang | Dossard | Athlète             | Notes   |
| ---- | ------- | ------------------- | ------- |
| 1    | 14      | Noel Hendrick (IRL) | Q       |
| 2    | 36      | Wu Shao-hsuan (TPE) | Q       |
| 3    | 23      | Matej Beňuš (SVK)   | FLT (2) |

| Rang | Dossard | Athlète               | Notes   |
| ---- | ------- | --------------------- | ------- |
| 1    | 35      | Grzegorz Hedwig (POL) | Q       |
| 2    | 25      | Benjamin Savšek (SLO) | Q       |
| 3    | 17      | Mathis Soudi (MAR)    | FLT (S) |

| Rang | Dossard | Athlète              | Notes |
| ---- | ------- | -------------------- | ----- |
| 1    | 18      | Liam Jegou (IRL)     | Q     |
| 2    | 26      | Adam Burgess (GBR)   | Q     |
| 3    | 33      | Casey Eichfeld (USA) |       |

| Rang | Dossard | Athlète              | Notes |
| ---- | ------- | -------------------- | ----- |
| 1    | 21      | Jiří Prskavec (CZE)  | Q     |
| 2    | 27      | Matija Marinić (CRO) | Q     |
| 3    | 32      | Amir Rezanejad (EOR) |       |

| \| Rang \| Dossard \| Athlète \| Notes \| \| ---- \| ------- \| -------------------- \| ------- \| \| 1 \| 22 \| Tristan Carter (AUS) \| Q \| \| 2 \| 37 \| Peter Kauzer (SLO) \| Q \| \| 3 \| 29 \| Joris Otten (NED) \| \| \| 4 \| 30 \| Andy Barat (COM) \| FLT (8) \| |         |                      |         |
| Rang | Dossard | Athlète              | Notes   |
| 1 | 22      | Tristan Carter (AUS) | Q       |
| 2 | 37      | Peter Kauzer (SLO)   | Q       |
| 3 | 29      | Joris Otten (NED)    |         |
| 4 | 30      | Andy Barat (COM)     | FLT (8) |

### Séries
Les deux premiers de chaque série se qualifient pour les quarts de finale (Q).
| Rang | Dossard | Athlète             | Notes   |
| ---- | ------- | ------------------- | ------- |
| 1    | 1       | Joseph Clarke (GBR) | Q       |
| 2    | 17      | Jakub Grigar (SVK)  | Q       |
| 3    | 32      | Peter Kauzer (SLO)  |         |
| 4    | 16      | Isak Öhrström (SWE) | FLT (6) |

| Rang | Dossard | Athlète             | Notes   |
| ---- | ------- | ------------------- | ------- |
| 1    | 8       | Manuel Ochoa (ESP)  | Q       |
| 2    | 25      | Jiří Prskavec (CZE) | Q       |
| 3    | 24      | Liam Jegou (IRL)    |         |
| 4    | 9       | Miquel Travé (ESP)  | FLT (8) |

| Rang | Dossard | Athlète               | Notes   |
| ---- | ------- | --------------------- | ------- |
| 1    | 5       | Finn Butcher (NZL)    | Q       |
| 2    | 28      | Benjamin Savšek (SLO) | Q       |
| 3    | 21      | Yuuki Tanaka (JPN)    | FLT (8) |
| 4    | 12      | Pedro Gonçalves (BRA) | FLT (2) |

| Rang | Dossard | Athlète                   | Notes |
| ---- | ------- | ------------------------- | ----- |
| 1    | 4       | Giovanni De Gennaro (ITA) | Q     |
| 2    | 13      | Mateusz Polaczyk (POL)    | Q     |
| 3    | 20      | Yves Bourhis (SEN)        |       |
| 4    | 29      | Adam Burgess (GBR)        |       |

| Rang | Dossard | Athlète              | Notes   |
| ---- | ------- | -------------------- | ------- |
| 1    | 3       | Boris Neveu (FRA)    | Q       |
| 2    | 19      | Martin Dougoud (SUI) | Q       |
| 3    | 14      | Salim Jemai (TUN)    |         |
| 4    | 30      | Matija Marinić (CRO) | FLT (R) |

| Rang | Dossard | Athlète                | Notes |
| ---- | ------- | ---------------------- | ----- |
| 1    | 11      | Timothy Anderson (AUS) | Q     |
| 2    | 27      | Grzegorz Hedwig (POL)  | Q     |
| 3    | 6       | Felix Oschmautz (AUT)  |       |
| 4    | 22      | Stefan Hengst (GER)    |       |

| Rang | Dossard | Athlète              | Notes   |
| ---- | ------- | -------------------- | ------- |
| 1    | 7       | Noah Hegge (GER)     | Q       |
| 2    | 26      | Tristan Carter (AUS) | Q       |
| 3    | 23      | Noel Hendrick (IRL)  |         |
| 4    | 10      | Quan Xin (CHN)       | FLT (8) |

| Rang | Dossard | Athlète                | Notes |
| ---- | ------- | ---------------------- | ----- |
| 1    | 2       | Titouan Castryck (FRA) | Q     |
| 2    | 15      | Lukáš Rohan (CZE)      | Q     |
| 3    | 31      | Wu Shao-hsuan (TPE)    |       |
| 4    | 18      | Alex Baldoni (CAN)     |       |

### Quarts de finale
Les deux premiers de chaque série se qualifient pour les demi-finales (QD).
| Rang | Dossard | Athlète             | Notes   |
| ---- | ------- | ------------------- | ------- |
| 1    | 1       | Joseph Clarke (GBR) | QD      |
| 2    | 17      | Jakub Grigar (SVK)  | QD      |
| 3    | 25      | Jiří Prskavec (CZE) |         |
| 4    | 8       | Manuel Ochoa (ESP)  | FLT (8) |

| Rang | Dossard | Athlète                   | Notes |
| ---- | ------- | ------------------------- | ----- |
| 1    | 5       | Finn Butcher (NZL)        | QD    |
| 2    | 13      | Mateusz Polaczyk (POL)    | QD    |
| 3    | 28      | Benjamin Savšek (SLO)     |       |
| 4    | 4       | Giovanni De Gennaro (ITA) |       |

| Rang | Dossard | Athlète                | Notes |
| ---- | ------- | ---------------------- | ----- |
| 1    | 3       | Boris Neveu (FRA)      | QD    |
| 2    | 19      | Martin Dougoud (SUI)   | QD    |
| 3    | 11      | Timothy Anderson (AUS) |       |
| 4    | 27      | Grzegorz Hedwig (POL)  |       |

| Rang | Dossard | Athlète                | Notes       |
| ---- | ------- | ---------------------- | ----------- |
| 1    | 7       | Noah Hegge (GER)       | QD          |
| 2    | 15      | Lukáš Rohan (CZE)      | QD          |
| 3    | 2       | Titouan Castryck (FRA) | FLT (3)     |
| 4    | 26      | Tristan Carter (AUS)   | FLT (R,6,8) |

### Demi-finales
Les deux premiers de chaque demi-finale se qualifient pour la finale (QF).
| Rang | Dossard | Athlète                | Notes |
| ---- | ------- | ---------------------- | ----- |
| 1    | 1       | Joseph Clarke (GBR)    | QF    |
| 2    | 5       | Finn Butcher (NZL)     | QF    |
| 3    | 17      | Jakub Grigar (SVK)     |       |
| 4    | 13      | Mateusz Polaczyk (POL) |       |

| Rang | Dossard | Athlète              | Notes   |
| ---- | ------- | -------------------- | ------- |
| 1    | 7       | Noah Hegge (GER)     | QF      |
| 2    | 15      | Lukáš Rohan (CZE)    | QF      |
| 3    | 3       | Boris Neveu (FRA)    |         |
| 4    | 19      | Martin Dougoud (SUI) | FLT (6) |

### Finales
| Rang               | Dossard | Athlète             | Notes |
| ------------------ | ------- | ------------------- | ----- |
| Médaille d'or      | 5       | Finn Butcher (NZL)  |       |
| Médaille d'argent  | 1       | Joseph Clarke (GBR) |       |
| Médaille de bronze | 7       | Noah Hegge (GER)    |       |
| 4                  | 15      | Lukáš Rohan (CZE)   |       |

| Rang | Dossard | Athlète                | Notes   |
| ---- | ------- | ---------------------- | ------- |
| 5    | 19      | Martin Dougoud (SUI)   |         |
| 6    | 17      | Jakub Grigar (SVK)     |         |
| 7    | 3       | Boris Neveu (FRA)      |         |
| 8    | 13      | Mateusz Polaczyk (POL) | FLT (1) |